# Lucije Mumije Ahaik
Lucije Mumije (Lucius Mummius), poznatiji i kao Leucije Mumije (Leucius Mummius), odnosno po nadimku Ahaik (Acchaicus), bio je rimski vojskovođa i političar iz 2. stoljeća pr. Kr. Najpoznatiji je po tome što je kao konzul za vrijeme četvrtog makedonskog rata godine 146. pr. Kr. razorio Korint.